# Renato De Carmine
Renato De Carmine (* 25. Januar 1923 in Rom; † 18. Juli 2010 ebenda) war ein italienischer Schauspieler und Synchronsprecher.

## Leben
Seit den späten 1940er Jahren war De Carmine auf der Bühne, im Film und für das Fernsehen aktiv. Er hatte nach einem Abschluss in Rechtswissenschaften die Accademia Nazionale d'Arte Drammatica und das Centro Sperimentale di Cinematografia in Rom besucht und seine Karriere beim Radio begonnen. 
Seine Theaterkarriere begann er am Stabilo di Milano und war ab 1961 dort am Piccolo Teatro unter Giorgio Strehler tätig, unter dem er in zahlreichen Rollen große Erfolge feierte. Er arbeitete auch mit Franco Zeffirelli und Jérôme Savary zusammen. Als Synchronsprecher lieh er unter anderen Rod Taylor seine Stimme. In Film und Fernsehen war er in 65 Produktionen zu sehen.
De Carmine wurde im Juni 2001 mit dem Preis der Fondazione Giorgio Almirante für sein Lebenswerk ausgezeichnet.

## Filmografie (Auswahl)
- 1948: Fantasmi del mare
- 1968: Kommandounternehmen „Radarfalle“ (Probabilità Zero)
- 1974: Allonsanfan (Allonsanfàn)
- 1974: Die Teufelsschlucht der wilden Wölfe (Il ritorno di Zanna Bianca)
- 1986: The Devils of Monza (La monaca di Monza)
- 1987: Der Schatz im All (L'isola del tesoro) (Fernseh-Miniserie)
- 2009: La pacificazione